# Dryopteris cicatricata
Dryopteris cicatricata är en träjonväxtart som beskrevs av J. P. Roux. Dryopteris cicatricata ingår i släktet Dryopteris och familjen Dryopteridaceae. Inga underarter finns listade.